# S/2004 S 7
S/2004 S 7 е естествен спътник на Сатурн. Откритието му е обявено от астрономите Скот Шепърд, Дейвид Джуит, Ян Клайн и Брайън Марсдън на 4 май 2005 след наблюдения направени между 12 декември 2004 и 8 март 2005. S/2004 S 7 е в диаметър около 6 км и орбитира около Сатурн на средна дистанция 20,999 млн. мили за 1140.24 дни, при инклинация 166° към еклиптиката в ретроградно направление с ексцентрицитет 0.5299.